# بائوده علیا
بائوده علیا، روستایی است از توابع بخش مرکزی شهرستان محمودآباد در استان مازندران ایران.

## جمعیت
این روستا در دهستان اهلمرستاق جنوبی قرار دارد و براساس سرشماری مرکز آمار ایران در سال ۱۳۸۵، جمعیت آن ۷۰۶ نفر (۱۸۶خانوار) بوده‌است. مردم بائوده علیا از قومیت طبری هستند که ریشه آن به قوم آمارد و قوم تپوری می‌رسد. مردم بائوده علیا به زبان طبری (مازندرانی) و گویش آملی سخن میگویند.